# Sentier de grande randonnée 341
Le sentier de grande randonnée 341 (GR 341) traverse la Bretagne du sud vers le nord.
Il débute à Lanester (Morbihan) pour se terminer au lac de Guerlédan (Côtes-d'Armor).

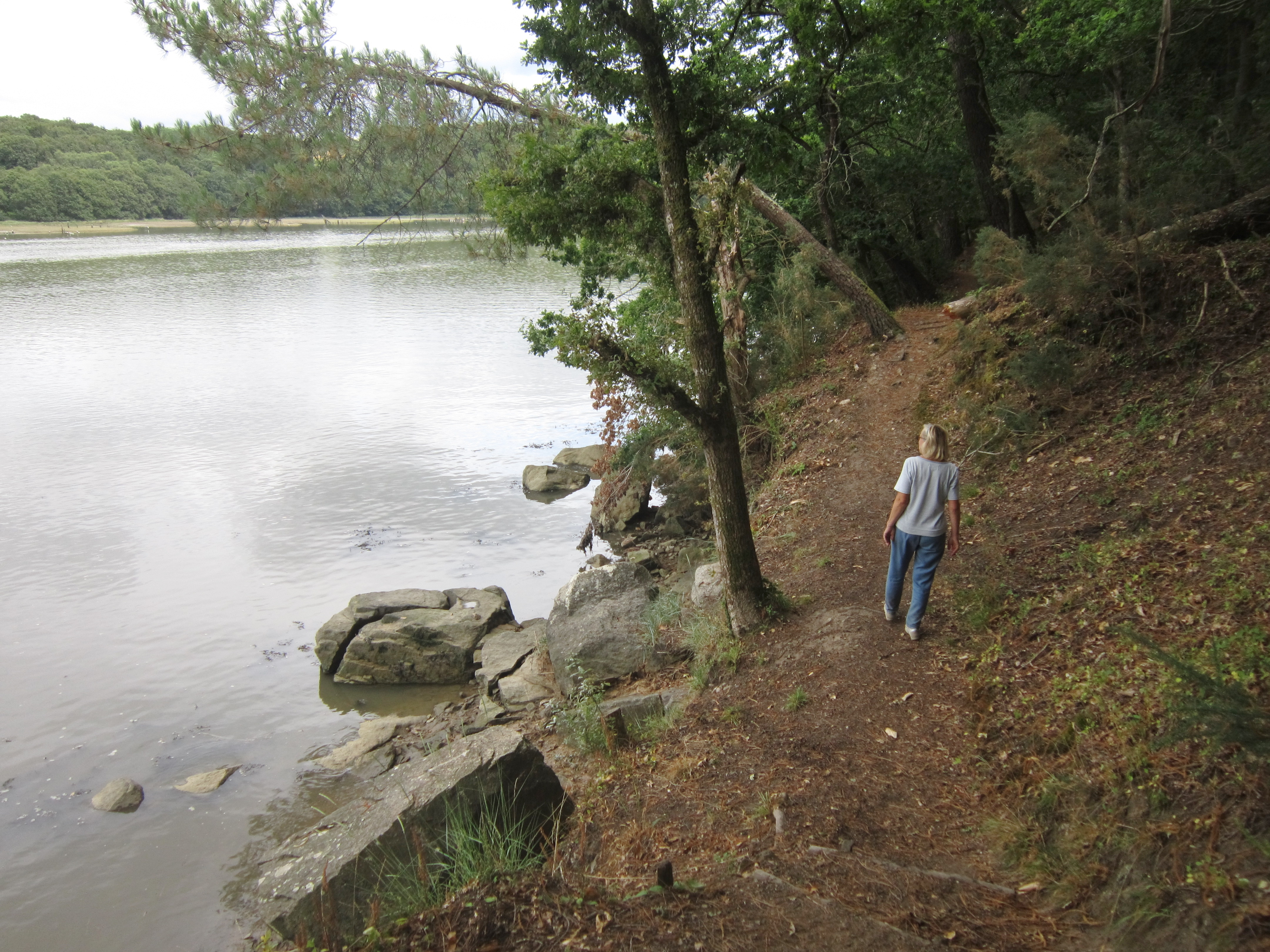
Le sentier de grande randonnée GR 341 près du Rocher du Diable (rive droite de la ria du Blavet en Lanester).
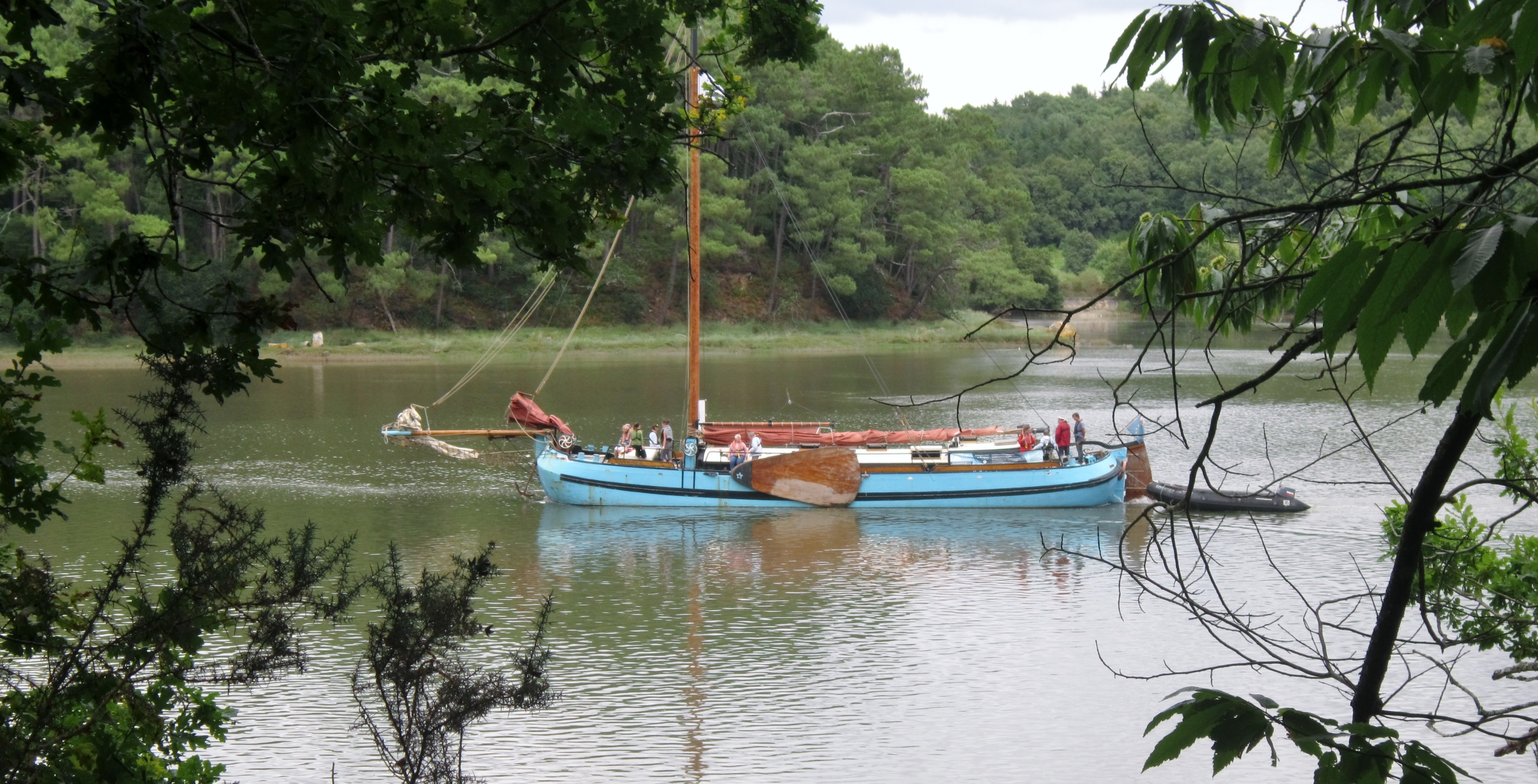
Lanester : bateau remontant la ria du Blavet en aval du Rocher du Diable en direction d'Hennebont (GR 341).